# 광양 명암지석묘군
명암지석묘군은 대한민국 전라남도 광양시 봉강면에 있다. 2008년 12월 24일 광양시의 향토문화유산 제9호로 지정되었다.

## 개요
기반식 고인돌의 전형적인 형식으로 괴석형과 판석형 등 다양한 형태의 상석이 혼재되어 고인돌의 형식 등을 관찰 할 수 있어 학술적 자료 가치가 높다는 것이 인정되어 향토문화유산으로 지정되었다.